# Гольдфейн, Дэвид
Дэвид Л. Гольдфейн (англ. David L. Goldfein, род. 21 декабря 1959) — отставной генерал ВВС США, бывший начальник штаба воздушных сил США (2016—2020). Ушёл в отставку 1 октября 2020 года после 37 лет службы

## Биография
Из еврейской семьи. Образование получил в Академии ВВС США. Служил в авиационных частях в Германии и Италии, на территории Юго-Западной Азии. При работе в качестве офицера Объединённого оперативного воздушного центра участвовал в военных операциях «Щит пустыни», «Буря в пустыне», «Обдуманная сила», «Союзная сила». Летал на истребителе F-16, 2 мая 1999 года был сбит над западной Сербией совместными усилиями 3-й батареи 250-й зенитно-ракетной бригады ПВО Сербии и Черногории, но был спасён вертолётами НАТО, прежде чем был обнаружен и захвачен в плен. Общий пилотаж, как одиночный так и командный, составил более чем 4100 лётных часов.
В дальнейшем занимал должность директора Объединённого штаба в рамках Объединённого комитета начальников штабов, помощником председателя Объединённого комитета начальников штабов. С 17 августа 2015 года заместитель начальника штаба воздушных сил США. С 1 июля 2016 по 6 августа 2020 года начальник штаба воздушных сил США. Второй начальник штаба еврейского происхождения.
В 2019 году Голдфейн рассматривался как кандидат для замены генерала Джозефа Данфорда на посту председателя Объединённого комитета начальников штабов. Сам Данфорд и министр обороны Джеймс Маттис высказывались за кандидатуру Голдфейна однако президент США Дональд Трамп, у которого возникли разногласия с Маттисом, выдвинул на этот пост генерала Марка Милли. Голдфейн не выразил никаких негативных чувств, заявив, что президент «имеет абсолютное право выбрать главного военного советника по своему желанию»
| Знаки различия | Звания            | Даты            |
| -------------- | ----------------- | --------------- |
|                | Генерал           | 17 августа 2015 |
|                | Генерал-лейтенант | 3 августа 2011  |
|                | Генерал-майор     | 3 июля 2010     |
|                | Бригадный генерал | 1 октября 2007  |
|                | Полковник         | 1 апреля 2001   |
|                | Подполковник      | 1 января 1998   |
|                | Майор             | 1 ноября 1994   |
|                | Капитан           | 1 июня 1987     |
|                | Первый лейтенант  | 1 июня 1985     |
|                | Второй лейтенант  | 1 июня 1983     |